# Juan Soler (Urugwaj)
Juan Soler – miasto w Urugwaju, w departamencie San José.